# Taladrid (lugar)
Taladrid es un lugar español de la parroquia homónima de Taladrid, perteneciente al concejo de Ibias, en Asturias.

## Historia
A mediados del siglo XIX el lugar, ya por entonces perteneciente a la parroquia de Taladrid y al ayuntamiento de Ibias, tenía contabilizada una población de 54 habitantes. Aparece descrito en el decimocuarto volumen del Diccionario geográfico-estadístico-histórico de España y sus posesiones de Ultramar de Pascual Madoz de la siguiente manera:

TALADRID: l. en la prov. de Oviedo, ayunt. de Ibias y felig. de San Pedro de Taladrid (V.). pobl.: 10 vec., 54 alm.
(Madoz, 1849, pp. 562-563)

En 2022 tenía empadronados 5 habitantes.